# Chalcomela
Chalcomela là một chi bọ cánh cứng trong họ Chrysomelidae.
Chi này được Baly miêu tả khoa học năm 1856.

## Các loài
Các loài trong chi này gồm:
- Chalcomela ceccoi Daccordi, 2003
- Chalcomela leai Daccordi, 2003
- Chalcomela nigricollis (Lea, 1916)
- Chalcomela nitida (Baly, 1856)
- Chalcomela splendens Macleay, 1826